# Nefrita
La nefrita es un mineral de la clase 9 (silicatos), según la clasificación de Strunz. Es una variedad dura y de grano fino de la actinolita; es el más común y menos valioso de los dos tipos de jade que existen, siendo el otro la jadeíta.
Es un silicato cálcico de magnesio o de hierro propio de rocas metamórficas. Suele aparecer como agregados compactos de fibras entrelazadas que pueden ser traslúcidos u opacos y, normalmente, de color verde y moteados de tonos más oscuros. Se distingue de la jadeíta por su brillo aceitoso y porque se astilla al fracturarse. Se da con cierta abundancia en Canadá, China, Nueva Zelanda, Estados Unidos, Taiwán y Asia Central.
Tras la llegada de la nefrita de América a Europa, se asociaron a la nefrita propiedades curativas para los cólicos y dolores de espalda o de riñones por lo que recibió el nombre de lapis nephriticus que significa piedra del riñón.
Pounamu es el nombre maorí de la nefrita verde que se da a lo largo de la costa occidental de Nueva Zelanda y con la que se suelen confeccionar hei tikis y armas tradicionales maoríes como los meres.